# Distrito de Goa del Sur
Goa del Sur (en hindi; दक्षिण गोआ जिला) es un distrito de India, en el estado de Goa. 
Comprende una superficie de 1 966 km².
El centro administrativo es la ciudad de Margao.

## Demografía
Según censo 2011 contaba con una población total de 639 962 habitantes.